# Donau-Schiffahrts-Museum Regensburg

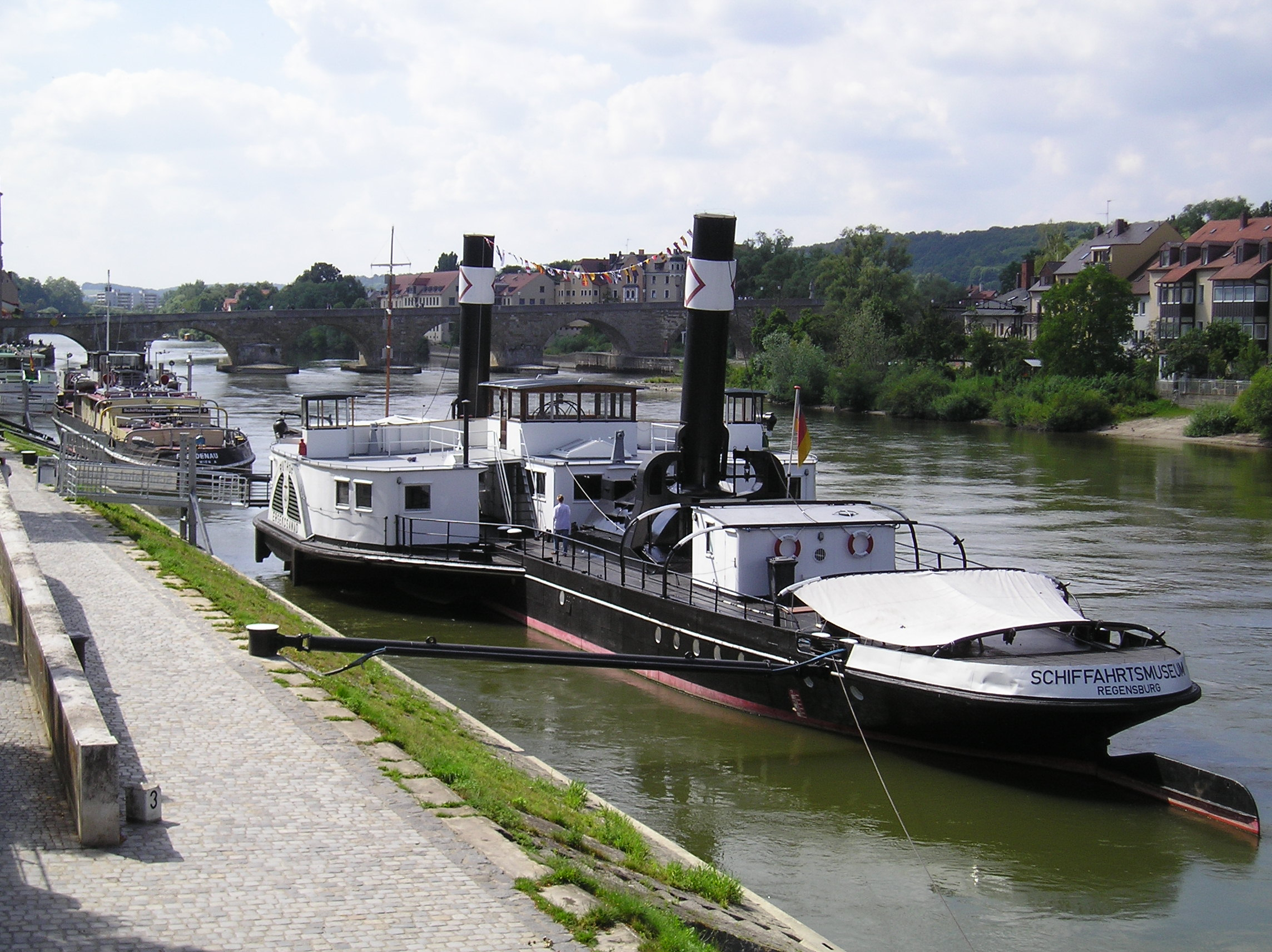
Ruthof / Érsekcsanád (vorne) und Freudenau (dahinter)

Das 1979 von einem Trägerverein gegründete Donau-Schiffahrts-Museum Regensburg zeigt die Entwicklung der Donauschifffahrt und anderen Flüssen, die dazugehörige Technik und den Arbeitsalltag der Binnenschiffer.
Unterbringungsort und gleichzeitig wichtigste Ausstellungsobjekte sind die beiden Schlepper Ruthof / Érsekcsanád (ein Raddampfer) und Freudenau (mit Dieselantrieb).

## Geschichte
Obwohl es in Regensburg schon früher Ansätze zur Gründung eines Schifffahrtsmuseums gegeben hatte, wurde der Verein Arbeitskreis Schiffahrts-Museum Regensburg e. V. erst am 19. Januar 1979 gegründet. Konkreter Anlass war die drohende Verschrottung des ungarischen Raddampfers Érsekcsanád, der 1923 unter dem Namen Ruthof in Regensburg gebaut worden war. Am 21. August 1979 wurde nach Überwindung zahlreicher Schwierigkeiten der Kaufvertrag mit der ungarischen Reederei MAHART unterzeichnet (der Kaufpreis betrug 50.000 DM). Im Oktober wurde das Schiff nach Deggendorf gebracht und dort zunächst konserviert, bevor es am 4. November 1980 in Regensburg eintraf. Nachdem das Schiff auch innen entsprechend hergerichtet worden war, wurde das Museum am 10. Mai 1983 feierlich eröffnet. Der Innenausbau wurde allerdings erst 1984 abgeschlossen.
Im Bugraum der Ruthof / Érsekcsanád wird anhand von Tafeln und zahlreicher Schiffsmodelle die Entwicklung der Donauschifffahrt vom Einbaum bis in die heutige Zeit erläutert. Das wichtigste Ausstellungsstück ist aber sicherlich das Schiff selbst. Ölbunker, Kesselraum und Maschinenraum können ebenso besichtigt werden wie die technischen Einrichtungen an Deck, die Brücke, die Schiffsküche oder die Mannschaftsunterkünfte. Man bekommt also einen umfassenden Einblick in den Arbeitsalltag und die Lebensbedingungen auf einem solchen Schiff.
Im Jahr 1987 wurde dem Verein die Betreuung des ehemaligen Schiffsdurchzuges an der Steinernen Brücke übertragen.
1995 erwarb der Verein von der österreichischen DDSG das ehemalige Motorzugschiff Freudenau. Dieser 1941 in Linz gebaute Schlepper war bereits mit einem Dieselantrieb ausgerüstet. Im Gegensatz zur Ruthof / Érsekcsanád, bei der aufgrund der Unterbringung von Museumsräumen einige bauliche Veränderungen vorgenommen werden mussten, präsentiert sich die Freudenau praktisch noch im originalen Zustand zum Zeitpunkt ihrer Außerdienststellung im Jahre 1993.
Ursprünglich befand sich das Museum an der Werftstraße am Unteren Wöhrd. Im Jahre 2004 wurde das Museum an einen zentral gelegenen Standort in der Altstadt verlegt. Der Liegeplatz von Ruthof / Érsekcsanád und Freudenau befindet sich seitdem am südlichen (rechten) Flussufer zwischen der Eisernen Brücke und der Steinernen Brücke am Marc-Aurel-Ufer (Thundorferstraße).

## Geschichte derRuthof / Érsekcsanád
| Kenngröße               | Daten                                                     |
| ----------------------- | --------------------------------------------------------- |
| Stapellauf              | 25. Januar 1923                                           |
| Hersteller              | Ruthof-Werft Regensburg                                   |
| Länge                   | 61,55 m                                                   |
| Breite Rumpf            | 7,90 m                                                    |
| max. Breite             | 16,60 m (über die Radkästen)                              |
| Tiefgang                | 1,0 m mit 20 t Brennstoffvorrat                           |
| Höhe (Fixpunkt)         | 6,20 m                                                    |
| Höhe Kamine             | 8,00 m                                                    |
| Leistung                | 800 PS                                                    |
| Hochdruckzylinder       | Ø = 700 mm, 12 bar                                        |
| Niederdruckzylinder     | Ø = 1300 mm, 1,5 bar                                      |
| Heizfläche Dampfkessel  | 815 m²                                                    |
| Heizfläche Überhitzer   | 80 m²                                                     |
| Heißdampf               | 300 °C, 12 bar                                            |
| 1923–1931 und 1942–1944 | Kohlefeuerung Verbrauch: 1000 kg/h bei voller Leistung    |
| 1932–1942 und ab 1958   | Ölfeuerung Verbrauch: 540 kg/h bei voller Leistung        |
| Schaufelräder           | 2 mit je 7 Blättern und Exzentersteuerung                 |
| Umdrehungen             | 30–40 min−1                                               |
| Besatzung               | 25 Mann                                                   |
| Reedereien              | Bayerischer Lloyd (1923–1944) Mahart (Ungarn) (1958–1975) |
| Außerdienststellung     | 1975                                                      |

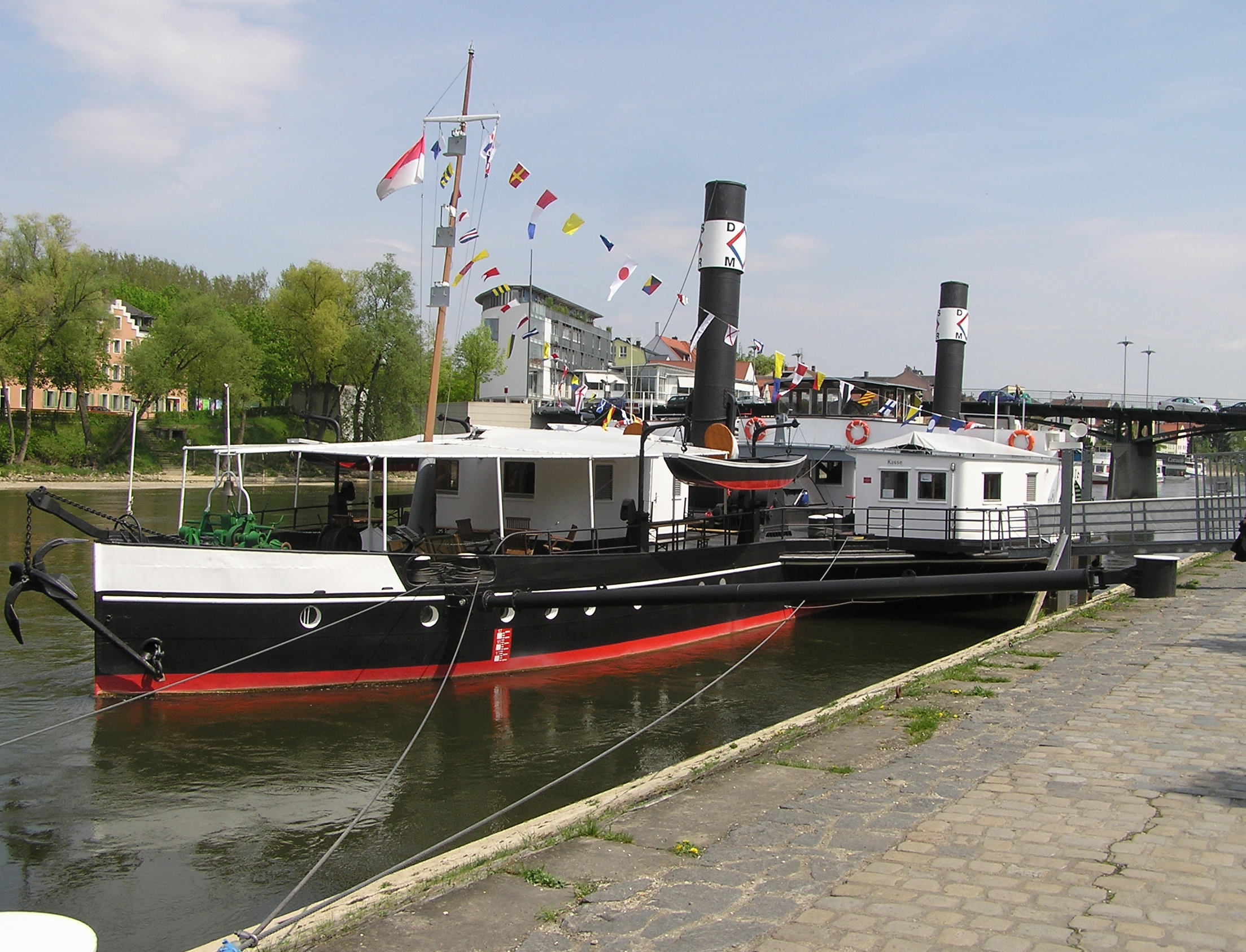
Die Ruthof / Érsekcsanád

Die Ruthof war Teil des Wiederaufbauprogramms nach dem Ersten Weltkrieg. Sie wurde in den Jahren 1922/1923 auf der Regensburger Ruthof-Werft gebaut, nach der sie auch benannt wurde. Die Ruthof war mit einer schräg liegenden Zweizylinder-Verbunddampfmaschine mit Einspritzkondensation ausgestattet. Die je 7 Blätter der beiden Schaufelräder wurden über eine Exzentersteuerung so angelenkt, dass sie immer senkrecht ins Wasser tauchten. Die beiden Kamine konnten für die Durchfahrt unter niedrigen Brücken eingeklappt werden.
Nach der Schiffstaufe 21. Februar 1923 und der Ablieferung an den Bayerischen Lloyd verkehrte die Ruthof vor allem auf der unteren und mittleren Donau.
Im Jahre 1932 wurde die ursprüngliche Feuerung von Kohle auf schweres Heizöl (Pacura) umgestellt. Aufgrund des Ölmangels im Zweiten Weltkrieg wurde das Schiff 1942 wieder auf Kohlefeuerung umgerüstet.
Gegen Mittag des 20. Juni 1944 lief die Ruthof in der Nähe des Ortes Érsekcsanád in Südungarn auf eine Mine und sank. Fünf Besatzungsmitglieder kamen dabei ums Leben.
Im Jahre 1956 wurde das Wrack gehoben. Die ungarische Reederei Mahart ließ das Schiff rekonstruieren. Kessel, Maschinenanlage und Hilfsaggregate waren trotz der 12 Jahre unter Wasser noch voll funktionsfähig. Die Decksaufbauten wurden ergänzt und die Feuerung wiederum auf Öl umgestellt. 1958 wurde das Zugschiff unter dem Namen Érsekcsanád wieder in Dienst gestellt und fuhr fortan unter ungarischer Flagge. In den folgenden Jahren kam der Dampfschlepper auch immer wieder nach Regensburg zurück, den Ort seiner Entstehung. Einen ihrer letzten Einsätze hatte die Érsekcsanád als „Wolgadampfer“ im Fernsehmehrteiler Michael Strogoff. Danach wurde das Schiff stillgelegt und sollte verschrottet werden. 1979 wurde es vom Arbeitskreis Schiffahrtsmuseum Regensburg erworben und zu einem Museumsschiff umgebaut. 1992 fand auf der Hitzler-Werft in Regensburg eine Überholung statt.

## Geschichte derFreudenau
| Kenngröße           | Daten                                   |
| ------------------- | --------------------------------------- |
| Indienststellung    | 30. Mai 1942                            |
| Hersteller          | Schiffswerft Linz AG                    |
| Länge               | 48,30 m                                 |
| Breite              | 7,20 m                                  |
| Tiefgang            | 1,5 m mit 40 t Treibstoffvorrat         |
| Antrieb             | 2 vierflügelige Schrauben, Ø = 1,5 m    |
| Motoren             | 2 Sechszylinder-Schiffsdiesel           |
| 1942–1966           | Hersteller: MWM je 410 PS bei 310 min−1 |
| ab 1966             | Hersteller: Deutz je 550 PS             |
| Besatzung           | 17 Mann                                 |
| Reederei            | DDSG                                    |
| Außerdienststellung | 1993                                    |

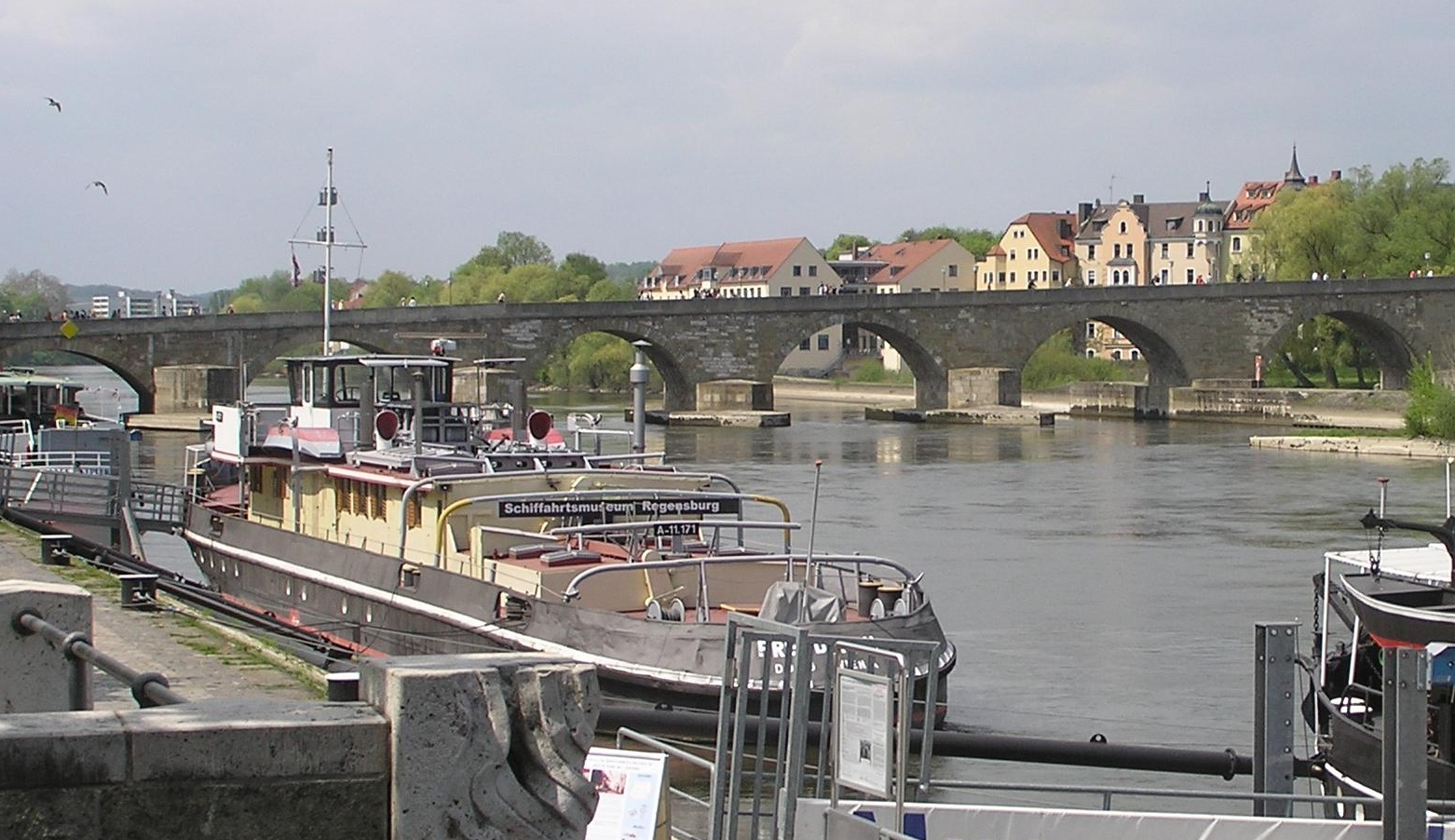
Die Freudenau

Die Freudenau wurde im Jahre 1941 in Linz gebaut und am 30. Mai 1942 bei der DDSG in Dienst gestellt. Im Gegensatz zur Ruthof / Érsekcsanád besaß sie bereits Dieselantrieb. Die ursprünglichen Maschinen wurden 1966 durch stärkere Motoren ersetzt. 1993 wurde die Freudenau außer Dienst gestellt und zwei Jahre später an das Donau-Schiffahrts-Museum Regensburg verkauft.
Die Freudenau ist auch heute noch voll fahrtüchtig und wird gelegentlich für kleinere Rundfahrten eingesetzt.

## Geschichte des Schiffsdurchzugs
| Kenngröße                               | Daten                                                                     |
| --------------------------------------- | ------------------------------------------------------------------------- |
| Inbetriebnahme                          | 15. Juli 1914                                                             |
| Hersteller                              | MAN                                                                       |
| Zugkraft                                | 5000 kg (50.000 N)                                                        |
| Zuggeschwindigkeit                      | 15 m/min                                                                  |
| max. Zuglänge                           | 270 m                                                                     |
| Seildurchmesser                         | 22 mm                                                                     |
| Seiltrommeldurchmesser                  | 650 mm                                                                    |
| Antriebsmotor                           | Hersteller: Siemens-Schuckert SSW 590428 N Typ GH 250 50 PS bei 850 min−1 |
| Spannung                                | 500 V Gleichspannung                                                      |
| Getriebe                                | Schneckengetriebe mit Stirnradübersetzung 1:100                           |
| Einstellung Regelbetrieb                | 17. Januar 1964                                                           |
| Wiedereröffnung als technisches Denkmal | 21. Juli 2012                                                             |

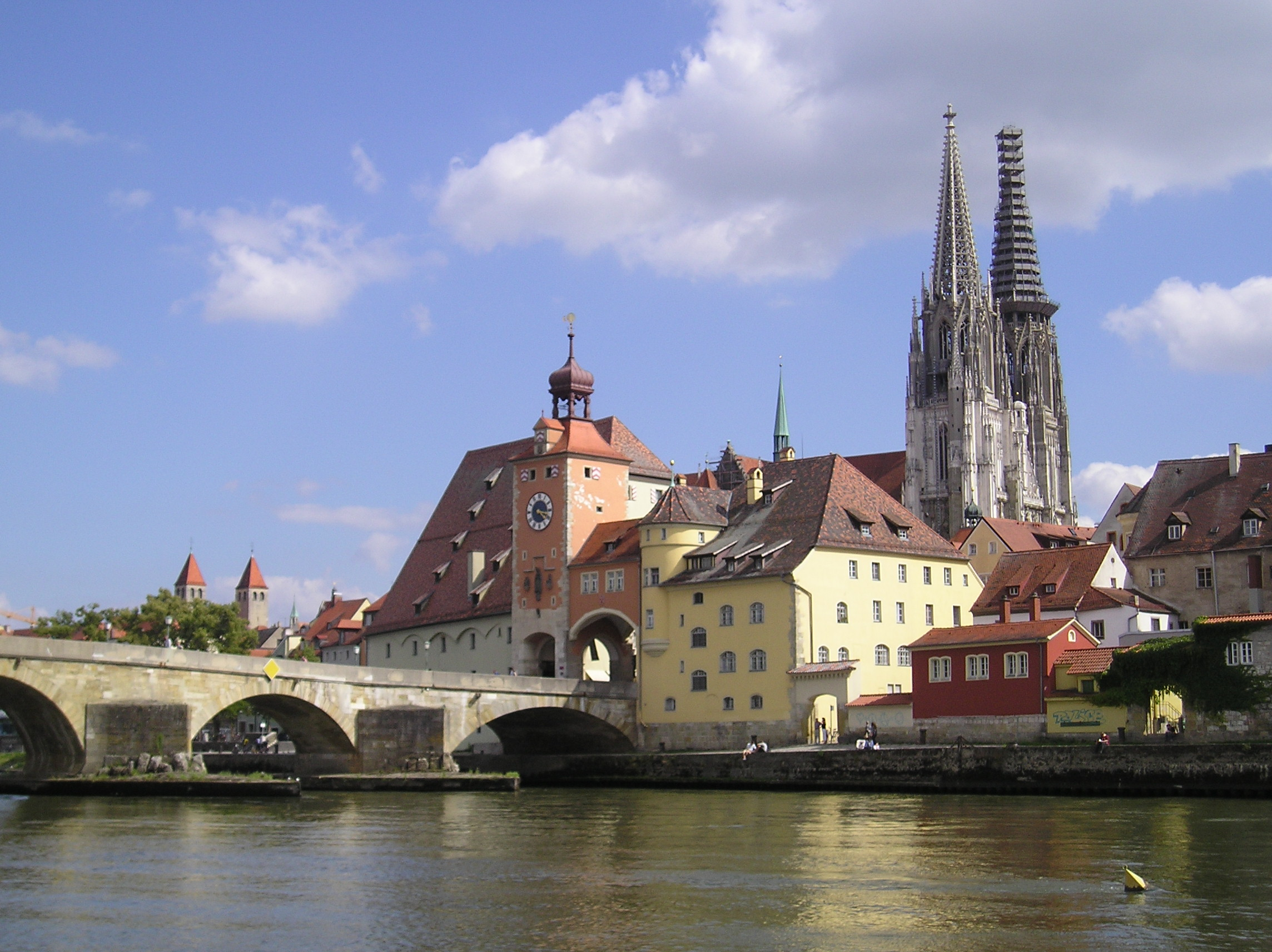
Stadtansicht von Regensburg. Links die Steinerne Brücke; an der Wand des kleinen gelben Gebäudes ganz rechts ist die Klappe des Schiffsdurchzugs zu erkennen.

Westlich der Steinernen Brücke etwas flussaufwärts kann man an einer Hauswand am südlichen Ufer eine unscheinbare, längliche grüne Holzklappe erkennen. In dem Haus hinter der Klappe befindet sich als weiteres Ausstellungsobjekt des Museums der elektrisch betriebene ehemalige Schiffsdurchzug, mit dessen Hilfe Schiffe unter der Brücke hindurch gezogen werden konnten. Aufgrund der starken Verengung zwischen den Pfeilern der Steinernen Brücke herrscht dort eine besonders starke Strömung, denn der Höhenunterschied zwischen Ober- und Unterwasser kann wegen des Aufstaus über einen halben Meter betragen. Solange Flussschiffe noch von Pferden stromaufwärts gezogen (getreidelt) wurden, war die Überwindung des Aufstaus ein großes Problem. Auch als die meisten Schiffe bereits schwache Maschinen besaßen, stellten die Steinerne Brücke und ihr Aufstau noch ein großes Verkehrshindernis für die Schifffahrt dar.
Die Stadt Regensburg beschloss daher zu Beginn des 20. Jahrhunderts den Bau einer elektrisch betriebenen starken Seilwinde, mit deren Hilfe schwere Schiffe den Aufstau besser überwinden konnten. 1913 erhielt die Firma MAN den Auftrag zum Bau der Seilwinde; Baubeginn war im Februar 1914. Als Antrieb diente ein 550-Volt-Gleichstrommotor von Siemens-Schuckert mit einer Leistung von 50 PS. Der Strom wurde aus dem Netz der Regensburger Straßenbahn entnommen.
Als am 31. Juli 1964 der Betrieb der Straßenbahn eingestellt wurde und damit der ursprüngliche Stromlieferant nicht mehr vorhanden war, wurde die Umrüstung des Schiffsdurchzugs auf Drehstrom erwogen. Da aber die meisten Schiffe zu dieser Zeit bereits mit leistungsfähigen Antriebsmaschinen ausgerüstet waren, wurde der Durchzug am 17. Januar 1964 stillgelegt.
Am 21. Juli 2012 wurde die Anlage in feierlichem Rahmen wiedereröffnet.

## Weitere Exponate

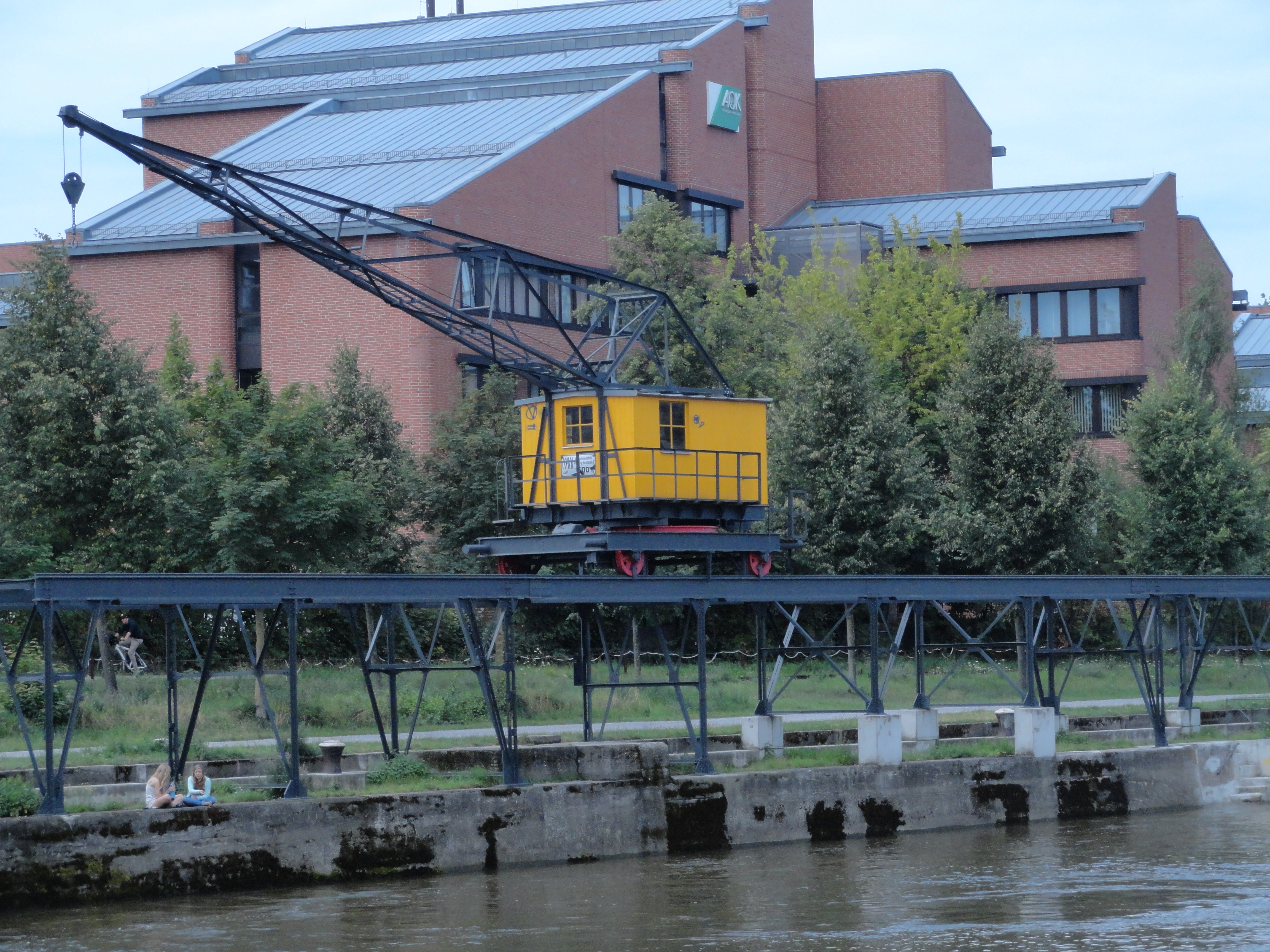
Historischer Hafenkran in Regensburg

Neben den beiden genannten Schiffen und dem Schiffsdurchzug gehören zum Museum auch weitere Exponate, die zu beiden Seiten entlang der Donau zwischen der Eisernen Brücke und der Nibelungenbrücke zu sehen sind.
Am rechten (südlichen) Ufer, der Donaulände, befinden sich ein weiteres kleineres Schiff, die Helga, der Dampfkessel des Elbe-Dampfers Sachsenwald (ex Ida-Erna) von 1914, Reste eines Betonschiffes sowie ein handbetriebener Hafenkran. Hier wird anhand von Schautafeln nicht nur die Geschichte der einzelnen Exponate, sondern auch die einst bedeutende Rolle der Donaulände als Umschlagplatz zwischen Binnenschiff und der Bayerischen Ostbahn dargestellt.
Am linken (nördlichen) Donauufer, dem Unteren Wöhrd, können in der Nähe des alten Museumsliegeplatzes ein beschädigter Propeller sowie ein Anker besichtigt werden.